# Haplinis brevipes
Haplinis brevipes är en spindelart som först beskrevs av A. David Blest 1979.  Haplinis brevipes ingår i släktet Haplinis och familjen täckvävarspindlar.
Artens utbredningsområde är Chathamöarna. Inga underarter finns listade i Catalogue of Life.